# Asesinato de las hermanas Grimes
El asesinato de las hermanas Grimes es un doble asesinato sin resolver sucedido el 28 de diciembre de 1956, cuando dos hermanas, Barbara y Patricia Grimes— de quince y doce años respectivamente— desaparecieron mientras regresaban de ver una película en el barrio de Brighton Park de Chicago a su casa en McKinley Park. Su desaparición inició una de las investigaciones sobre personas desaparecidas más grandes en la historia de Chicago. Los cuerpos desnudos de ambas fueron descubiertos junto a una carretera desierta en Willow Springs el 22 de enero de 1957.
A pesar de que los informes de las autopsias concluyeron que habían sido asesinadas dentro de las cinco horas posteriores a su último avistamiento confirmado, y que ambas supuestamente habían muerto de shock, numerosas personas atestiguaron haber visto a las chicas vivas en las semanas entre la noche del 28 de diciembre y el descubrimiento de los cuerpos.
El asesinato de las hermanas Grimes ha sido descrito por numerosos autores como el crimen que «destrozó la inocencia» de Chicago. Este caso es también reconocido como el mayor dispositivo de búsqueda e investigación de asesinato en el Condado de Cook, y uno de los crímenes sin resolver más infames de la historia de Chicago.

## Desaparición
El 28 de diciembre de 1956, dos de los siete hijos nacidos de Joseph y Lorretta Grimes— las hermanas Barbara, quince años, y Patricia, doce años— decidieron ir a ver una película de Elvis Presley, Love Me Tender, en un teatro de Brighton Park. Ambas chicas habían sido descritas como hermanas inseparables, y alumnas atentas en el instituto Thomas Kelly y la escuela St. Maurice respectivamente. Eran también conocidas fervorosas fanes de Presley. Esta ocasión en particular era la undécima vez que las chicas verían esa película de su ídolo. Las hermanas dejaron su residencia aproximadamente a las 17:30 p. m., habiendo prometido a su madre que regresarían a casa antes de medianoche.
El Brighton Theater estaba a una milla y media de su casa en McKinley Park, y llevaban 2,50 dólares para el cine y el autobús, con Barbara habiendo sido instruida para mantener cincuenta centavos de este dinero en su monedero por si decidían ver un segundo pase de la película, que comenzaría al anochecer.
Una amiga de la escuela de Patricia llamada Dorothy Weinert informaría más tarde a los detectives que había estado sentada detrás de las chicas con su propia hermana menor durante la película, aunque las Weinert abandonaron el teatro en el entreacto de la sesión doble proyectada en el Brigton Theater, aproximadamente a las 21:30 p. m. Mientras se iban, Dorothy vio a las hermanas Grimes en la cola para comprar palomitas de maíz. Las dos parecían contentas, y ninguna de las Weinert notó nada extraño en su comportamiento.
Ambas hermanas se quedaron para ver la segunda proyección de Love Me Tender, lo que significa que se esperaría su regreso en casa como mucho sobre las 23:45 p. m. Cuando las chicas no llegaron a medianoche, su madre, Lorretta, envió a su hermana mayor, Theresa (de diecisiete años), y a su hermano Joey (de catorce años) ir a la parada de autobús más cercana a la casa familiar para esperar su llegada. Después de que tres autobuses sucesivos hubieran pasado sin que ninguna bajara de él, los hermanos regresaron a casa. Habiendo en ese momento telefoneado a las amigas de las chicas en la esperanza de que sus hijas pudieran estar en una de estas direcciones, y al ver el regreso de Theresa y Joey a la casa familiar sin sus hermanas, Lorretta Grimes rellenó los informes de persona desaparecida en el Departamento de Policía de Chicago a las 2:15 a. m. del 29 de diciembre.

### Investigación
La desaparición de las hermanas Grimes activó una de las búsquedas de persona desaparecida más grandes en la historia del Condado de Cook. Se inició rápidamente una búsqueda por la ciudad, con centenares de agentes policiales exclusivamente asignados a ello. Los agentes fueron asistidos por colegas de los suburbios circundantes, y una fuerza de tareas solo para localizar a las hermanas fue formada, con la búsqueda por tierra iniciada el 29 de diciembre con centenares de voluntarios locales. La policía buscó puerta por puerta en Brigton Park, y ríos y canales fueron dragados. Además, más de quince mil volantes fueron distribuidos por la zona y los feligreses de la iglesia de las jóvenes ofrecieron una recompensa de mil dólares por información que condujera a su paradero. A raíz de esta investigación coordinada, trescientas mil personas serían interrogadas, con unas dos mil sometidas a interrogatorio serio por potencial culpabilidad, a pesar de que los dos arrestos y cargos sobre personas que confesaron el delito posteriormente se derrumbaron. Un individuo, Edward Bedwell, afirmó haber sido coaccionado a dar una confesión después de ser sometido a un interrogatorio prolongado.
A pesar de los esfuerzos policiales, y los extensos llamamientos de los medios de comunicación que llevaron a numerosos supuestos avistamientos de las chicas, se produjeron pocas pruebas contundentes, a pesar de que varios adolescentes que habían estado en el Brighton Theater el 28 de diciembre informaron a los detectives que habían visto a las hermanas hablando, y después entrando en el automóvil conducido por un hombre joven físicamente muy parecido a Elvis Presley. El vehículo descrito por estos testigos presenciales fue descrito consistentemente como un modelo Mercury.
Antes de la implementación de la fuerza de tareas, y a pesar de las protestas de los padres de las chicas de que eso era imposible, varios detectives inicialmente asignados al caso teorizaron que las hermanas podrían haberse ido voluntariamente o fugarse con novios. Aunque las hermanas fueron noticia de primera plana el 31 de diciembre, su desaparición solo sería seriamente considerada como caso de personas desaparecidas— y así apropiadamente tratado como tal— por los detectives después de que pasara una semana sin que familia y amigos hubieran recibido cualquier intento de contacto por parte de las desaparecidas. No obstante, numerosas apelaciones en los medios de comunicación, pidiendo a ambas hermanas que regresaran a casa, y a cualquier testigo ocular de contactar con la policía, dio como resultado numerosos supuestos avistamientos de las hermanas informados a la policía incluso tan tarde como el 9 de enero, asegurando a menudo que una o ambas chicas habían sido vistas en varios establecimientos comerciales. Estos supuestos avistamientos apoyaron la teoría inicial de varios detectives de que las chicas se habían ido voluntariamente.
También abundaron los rumores de que las hermanas posiblemente habían viajado a Nashville, Tennessee, para ver a Presley en concierto, o que sencillamente habían abandonado el hogar como medio de emular el estilo de vida de Presley. Suponiendo que sus hijas habían sido secuestradas, Lorretta Grimes suplicó públicamente: «Si alguien las retiene, por favor que las chicas me llamen», añadiendo: «les perdonaré desde el fondo de mi corazón».
El 19 de enero de 1957, una declaración oficial fue emitida desde Graceland. En esta declaración televisada se leyó: «Si son buenas fanáticas de Presley, irán a casa y aliviarán las preocupaciones de su madre». Se sabe que Elvis Presley mismo hizo una petición radiofónica en directo a las hermanas Grimes, pidiendo a las chicas que regresaran a casa con su madre.

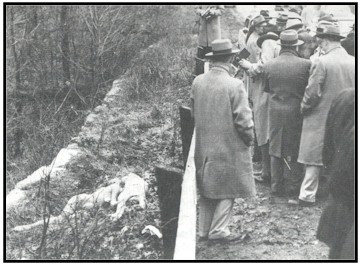
Los detectives reunidos junto a los cadáveres en German Church Road, 22 de enero de 1957, tras el descubrimiento de los cuerpos de Barbara y Patricia Grimes.

## Descubrimiento
El 22 de enero de 1957, tras un rápido deshielo de las nevadas recientes, un trabajador de la construcción llamado Leonard Prescott vio desde su auto lo que más tarde describió como unas «cosas de color carne» detrás de un quitamiedos a lo largo de una carretera secundaria llamada German Church Road, unos 200 pies al este de la carretera principal en el área no incorporada de Willow Springs. Inicialmente inseguro del origen de lo que había visto, y creyendo que pudieran ser maniquíes, Prescott pasó luego otra vez por el sitio con su esposa Marie, que se desmayó al mirar más de cerca lo que su marido había atisbado. Las formas eran de hecho los cuerpos desnudos y congelados de las hermanas Grimes, y los Prescott informaron inmediatamente del hallazgo al departamento de policía de Willow Springs.
Los cuerpos yacían sobre un terreno plano cubierto de nieve, justo detrás del quitamiedos. Barbara estaba tendida sobre el lado izquierdo, con las piernas ligeramente dobladas hacia el torso. Patricia yacía boca arriba, con el cuerpo encima de la cabeza de su hermana, y su propia cabeza girada a la derecha. Las hermanas habían sido conducidas hasta allí probablemente en un automóvil, y después arrastradas y arrojadas tras el quitamiedos. Tres heridas parecidas a las producidas por un picahielo se apreciaban en el pecho de Barbara y contusiones en cabeza y rostro, mientras el cuerpo y cabeza de Patricia presentaba numerosas contusiones. El padre de las jóvenes, Joseph Grimes, fue llevado a la escena del crimen para la identificación formal.
La identificación positiva de Joseph llevó a que 160 agentes de policía de varios departamentos del área metropolitana de Chicago —asistidos por los numerosos voluntarios locales— realizaran una búsqueda en el entorno de la escena del crimen con la asistencia adicional de los agentes de la Reserva natural. Esta búsqueda no arrojó ninguna prueba ni descubrimiento y fue severamente criticada debido a que pudo haber alterado o destruido evidencias.

### Autopsias
Las autopsias se realizaron al día siguiente. Aunque fueron practicadas por experimentados patólogos forenses, después de un examen de cinco horas de cada cuerpo, fueron incapaces de lograr un acuerdo sobre la fecha o causa de la muerte. Estos expertos determinaron mediante el examen de los contenidos estomacales (que eran las proporciones aproximadas de las últimas comidas conocidas y bocados posteriores consumidos al anochecer del 28 de diciembre) que ambas probablemente habían fallecido aproximadamente cinco horas después de su último avistamiento en el Brighton Theater, en las primeras horas de la madrugada del ya 29 de diciembre. La causa de la muerte en cada caso se registró debida a una combinación de shock y exposición, a pesar de que cada patólogo llegó a tal conclusión mediante un proceso de eliminación de otras causas. Además, estos expertos concluyeron que las heridas descubiertas en los cuerpos eran post mortem, debidas a roedores y las heridas como pinchazos solo rasguños.

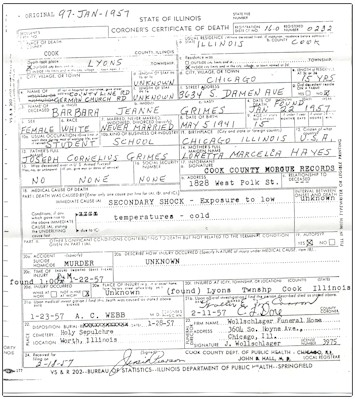
Certificado de defunción de Barbara Grimes.

Ninguna herida evidentemente fatal fue descubierta en ellas, e informes de toxicología revelaron que tampoco ninguna estaba borracha, drogada, o envenenada antes de su muerte. Ninguna de sus prendas de ropa fueron halladas, y sus cuerpos fueron descritos por los patólogos como marcadamente limpios. Las autopsias también descubrirían que Barbara probablemente había tenido relaciones sexuales poco antes de su deceso— sin poder especificar si consentidas o una agresión sexual estando inconsciente o recién muerta porque ninguna evidencia de abuso sexual fue encontrada. Los certificados de defunción oficiales de Barbara y Patricia listan su causa de muerte como asesinato; pero sorprendentemente describen la causa como «shock secundario» resultado de su exposición a bajas temperaturas, como si pudiera matarse a alguien por hipotermia."
Uno de los forenses, Walter McCarron, explicó que los cuerpos permanecieron en su ubicación mucho tiempo, pero en perfecto estado de conservación debido a las gélidas temperaturas durante el tiempo entre su desaparición y su descubrimiento fortuito. McCarron también concluyó que los cuerpos habían estado más ocultos por la capa de nieve que cubrió la zona desde el 9 de enero, que se había fundido hacía pocos días permitiendo su descubrimiento.
A pesar de estas conclusiones oficiales, el investigador jefe de la Oficina del Forense del Condado de Cook, Harry Glos, discrepaba de tales conclusiones, declarando más tarde a los medios de comunicación que había «numerosas señales de violencia en los rostros de las chicas», no un ataque de roedores post mortem. Glos también explicó que una capa delgada de hielo fundido estaba incrustada bajo los cuerpos de las hermanas, indicando que todavía estaban tibios cuando fueron tirados allí al menos el 7 de enero, pues solo en esa fecha empezó una nevada suficiente como para reaccionar con el calor corporal en tal clima y así crear la capa de hielo descubierta bajo los cuerpos desnudos.
Además de estos hechos, Glos también declaró más tarde que ambas chicas habían sido sometidas a agresiones sexuales durante su periodo de cautividad, añadiendo que la autopsia había descubierto también semen dentro del fluido vaginal del cuerpo de Patricia, y leche cuajada en el estómago de Barbara, cuando se sabía que no había tomado leche ni en su casa ni en el cine la noche del 28 de diciembre.

## Controversias oficiales
Harry Glos creía fuertemente que un sospechoso oficial en el caso llamado Edward Bedwell había sido el asesino. Glos afirmaría que las heridas y agresiones no habían sido correctamente investigadas y valoradas en las autopsias. También reclamará que, debido a la rígida moral puritana imperante en los Estados Unidos de la época, los detectives rechazaron revelar estos y otros detalles del caso potencialmente macabros debido a un probable deseo de proteger las reputaciones de las muchachas y no herir los sentimientos de su madre. Alegaciones similares serían repetidas en años posteriores por otros, que afirmaron haber visto los archivos originales del caso y haber entrevistado a numerosos residentes de McKinley Park que aseguraron que ambas chicas visitaban bares en 36.ª Street y Archer Avenue y hombres mayores las persuadían para adquirir bebidas alcohólicas para que se las entregaran en el exterior.
A pesar de la insistencia de Glos en que los patólogos habían «sacado a las chicas de Madison Street y puesto en la respetabilidad», los detectives implicados en el caso continuaron insistiendo en que no había habido ninguna evidencia de que cualquiera de las chicas fuera de mala reputación, o que recibiera violencia extrema o agresión sexual con anterioridad a su muerte.
Después de rechazar retractarse de sus declaraciones, Glos fue despedido por el forense Walter E. McCarron el 15 de febrero, aunque Glos insistió en que su despido había sido motivado políticamente. Sin embargo, el sheriff Joseph D. Lohman— que estuvo de acuerdo con Glos en que las chicas probablemente habían sido golpeadas y torturadas por un depredador sexual que las había atraído a su vehículo con un pretexto inocente— continuaría trabajando para Glos en el caso sin paga.

## Sospechosos

### Edward Bedwell
Edward Lee «Bennie» Bedwell era un vagabundo semianalfabeto de veintiún años, originario de Tennessee, que había sido echado de la casa familiar en East Garfield Park en noviembre de 1956 y en las semanas siguientes había ganado dinero trabajando ocasionalmente como lavaplatos a tiempo parcial en un restaurante de los barrios bajos de Chicago. Bedwell era un joven alto con un gran parecido a Elvis Presley. Según John y Minnie Duros (los dueños del restaurante donde Bedwell había sido empleado), él y otro chico joven habían estado en su local en compañía de dos chicas físicamente parecidas a las hermanas Grimes en la mañana del 30 de diciembre. Duros dio esta información a la policía el 24 de enero. Bedwell fue arrestado después y sometido a un interrogatorio de tres días.
Inicialmente, Bedwell insistió en que John y Minnie Duros y un patrón llamado Rene Echols (que había corroborado el testimonio de los Duros) estaban equivocados en su identificación de las chicas en cuya compañía estaba el 30 de diciembre, aunque fue formalmente acusado del crimen el 27 de enero de 1957, después de haber firmado una confesión de catorce páginas en la que afirmó que él (Bedwell) y un colega de veintiocho años llamado William Cole Willingham de hecho habían estado en compañía de las hermanas Grimes el 30 de diciembre, reteniéndolas con ellos hasta el 7 de enero— bebiendo en varios de los numerosos bares de West Madison Street. Según Bedwell, poco después de que él y su compañero hubieran alimentado a las hermanas con perritos calientes, las apalearon, antes de echar sus cuerpos desnudos a una cuneta llena de nieve cuando ambas hermanas rechazaron sus avances sexuales. Al leer la confesión de Bedwell, Lorretta Grimes fue citada declarando: «Es mentira. Mis chicas no estarían en West Madison Street. Ni siquiera sabían dónde estaba».
Willingham admitió haber estado en compañía de Bedwell y dos chicas en la mañana del 30 de diciembre, pero negó que ellas fueran las hermanas Grimes. También negó enfáticamente tener cualquier implicación en los asesinatos; Bedwell mismo se retractó más tarde de la confesión proporcionada a los detectives, declarando que sólo había confesado después de una custodia de cuatro días en la creencia equivocada de que la policía le dejaría libre luego.
Los informes de las autopsias también apoyaban la retractación de Bedwell, porque no se encontró alcohol ni perritos calientes en su sangre y estómagos, ni habían sido golpeadas hasta la muerte. Además, se supo que Bedwell estuvo en Ajax Consolidated Company, su lugar de trabajo, de las 16:19 p. m. el 28 de diciembre de 1956, a las 12:30 a. m. del 29 de diciembre, cubriendo el periodo de tiempo más probable para la desaparición de las chicas, con más registros que confirman que Bedwell estaba trabajando en Cicero en la fecha en que declaró haberlas asesinado. El 6 de febrero, Bedwell fue liberado tras una fianza de veinte mil dólares pagada por una persona de Champaign.
El mismo año de su absolución, Bedwell sería juzgado y absuelto por la violación en 1956 de una niña de trece años en Oak Hill, Florida. Murió en noviembre de 1972.

### Max Fleig
Max Fleig era un sospechoso de diecisiete años. Inicialmente se lo consideró uno de los principales sospechosos, pero debido a su edad, Fleig estaba protegido por las leyes de Illinois contemporáneas que impedían someter a menores de edad a la prueba del polígrafo. Sin embargo, el capitán de la Policía de Chicago Ralph Petacque persuadió al adolescente para someterse a una prueba de polígrafo no oficial, que Fleig aceptó voluntariamente. En el curso de esta prueba de polígrafo, Fleig presuntamente confesó los asesinatos. Sin medio legal de utilizar esta prueba como evidencia contra Fleig, la policía se vio forzada a liberarle sin cargos.
Además, la policía no pudo acusar a Fleig de los asesinatos debido a la carencia de evidencia física que corroborara su confesión de polígrafo no oficial de que había secuestrado y posteriormente asesinado a las hermanas.
Fleig fue más tarde encarcelado por el asesinato no relacionado de una mujer joven.
Había heridas en los cuerpos, pero ninguna les pareció fatal. Terminaron acordando en definir las muertes como “asesinatos” pero lo insólito fue la causa: “shock secundario por hipotermia”. Es decir, para los forenses, había muerto congeladas.
Uno de los peritos se negó a firmar el informe. Para el jefe de la Oficina Forense de Cook, Harry Glos, las habían matado a golpes. Dio una conferencia de prensa para sentar posición y allí dijo que había “numerosas señales de violencia en el rostro de las chicas”, que no podían adjudicarse a la obra de ratas sobre los cadáveres, como decía el informe. También sostuvo que las dos chicas habían sufrido “agresiones sexuales reiteradas” durante varios días.
Después de esa conferencia de prensa, Glos se quedó sin trabajo.
En busca de culpables
El caso se transformó en un estigma para la policía de Chicago. Los medios de comunicación la acusaban de ineficiente y la familia Grimes se quejaba de las conclusiones de la autopsia y de la investigación que no avanzaba.
Debían encontrar culpables y salieron a la caza de sospechosos.
El primero en caer fue Edward Lee “Bennie’’ Bedwell, un vagabundo de 21 años del que se sospechoso por su parecido con Elvis Presley – en 1957 había decenas de miles de jóvenes que se vestían y peinaban como en cantante del momento – y la declaración errática del dueño de un restaurante que dijo que lo había visto con las chicas. Bennie confesó todo lo que quiso la policía, pero cuando le pidieron precisiones su versión de los hechos resultó delirante. Lo liberaron.
El segundo sospechoso fue Max Fleig, un chico de 17 años que también confesó que había secuestrado y matado a las dos chicas. Aceptó, aunque era ilegal por ser menor de edad, que le hicieran una prueba con el detector de mentiras. No la pasó, estaba mintiendo.
A Silas Jayne lo detuvieron porque era el propietario de un establo donde tres años antes habían aparecido dos niños asesinados. No había tenido nada que ver con el crimen anterior y tampoco con el de las hermanas Grimes. Su coartada fue confirmada por más de diez personas.
Cinco meses después del asesinato de Bárbara y Patricia, la investigación iba de una frustración a otra. Hasta que el 27 de mayo, la madre de las chicas recibió una llamada telefónica.

## Consecuencias
Los Grimes se habían divorciado amistosamente en 1951, y los vástagos se habían quedado con ella. En las semanas entre la desaparición y descubrimiento de los cuerpos de sus hijas, Lorretta Grimes, que era secretaria, estaba tan afectada que fue incapaz de trabajar y así ganar dinero para sostener a sus niños y pagar la hipoteca de su casa. Amigos y vecinos de la familia- así como compañeros de clase y los profesores de las hermanas— organizaron varias iniciativas para recaudar fondos para la familia. Fondos adicionales fueron recaudados a través de la prensa local y el ayuntamiento. Gracias a las donaciones, la familia Grimes pudo pagar la hipoteca restante de su casa y enterrar los cuerpos de Barbara y Patricia.
Tras un velatorio el 25 de enero, y una misa en la iglesia de St. Maurice, Barbara y Patricia Grimes fueron inhumadas en Holy Sepulchre Cemetery en Worth, Illinois, el 28 de enero. La funeraria Wollschlager no cobró los honorarios por el servicio funerario, y las hermanas fueron enterradas una al lado de la otra. Entre los portadores de los féretros estaban varios compañeros de clase de Barbara.
En mayo de 1957, Lorretta Grimes recibió una llamada telefónica anónima de un individuo que reclamó haber desnudado y matado a sus hijas. Aunque los Grimes habían recibido numerosas llamadas telefónicas falsas sobre la desaparición de las jóvenes, esta persona en particular, tras ridiculizar los esfuerzos policiales por culpabilizar a sospechosos como Edward Bedwell, terminó su llamada con una información que indica que podría ser el verdadero perpetrador: «Sé algo sobre vuestra pobre chica que nadie más sabe, ni siquiera la policía. Los dedos de la chica más pequeña estaban cruzados en los pies!» Después se echó a reír antes de colgar.
Un año después del asesinato de sus hijas, Lorretta Grimes declaró públicamente que sus hijas habían sido asesinadas por alguien conocido, declarando que a pesar de que el tiempo era muy frío en la noche de su secuestro, Barbara y Patricia nunca habrían entrado en un vehículo conducido por un individuo desconocido para ellas, a pesar de cualquier incomodidad.
Joseph Lohman, el sheriff del Condado de Cook que creyó fuertemente que las hermanas Grimes habían sido golpeadas, torturadas varios días y asesinadas por un depredador sexual que las había atraído a un vehículo en la noche de su desaparición, murió por causas naturales en 1969. Por entonces, Lohman era decano de la Escuela de Criminología en Berkeley.
En el decimoctavo aniversario de la desaparición de las hermanas Grimes, Ernest Spiotto, el único detective implicado en la investigación desde el inicio y que quedó asignado a ella, anunció a los medios de comunicación que la policía no tenía sospechosos creíbles en el caso. Oficialmente, los asesinatos permanecen sin resolver, a pesar de que es un caso abierto.
El hermano más pequeño de las chicas, James Grimes, que tenía once años en el momento del crimen, declaró en 2013 que daría la bienvenida a una reapertura «pública del caso» declarando: «Supuse que nunca llegaría a ser solucionado. [Pero] quizás hay esperanza.»

### Investigación no oficial
En 2013, un policía de West Chicago retirado, el agente Raymond Johnson, empezó una investigación personal sobre el caso. Johnson— considerado por muchos como un experto en este caso— se había interesado en ello en 2010, cuando había estado investigando mientras escribía un libro sobre la historia de la ciudad. Johnson declaró que podía tener la solución, pero solo con asistencia pública, ya que creía que el perpetrador había sido un joven de veintitrés años, 
un asesino de niños confeso llamado Charles Leroy Melquist, quién había sido considerado un sospechoso en el secuestro y asesinato de las hermanas Grimes en 1957.
Melquist había sido condenado en septiembre de 1958 por el asesinato de una joven de quince años llamada Bonnie Leigh Scott, y cuyo cuerpo decapitado había sido encontrado dos meses después de su desaparición a menos de 10 millas de donde los cuerpos de las hermanas habían sido descubiertos. Tras el descubrimiento del cuerpo de Scott, los detectives notaron semejanzas en este asesinato y eliminación del cuerpo, y el de las hermanas. Sin embargo, Melquist nunca fue interrogado sobre su posible culpabilidad en el doble asesinato, porque su abogado había prohibido que fuera sometido a interrogatorio.
El día después de que el cuerpo de Bonnie Leigh Scott fuera descubierto, Lorretta Grimes recibió una llamada de teléfono de un individuo que, en esta ocasión, reclamaba ser el responsable del asesinato de Scott. Ahora, declaraba: «he cometido otro delito perfecto... Este es otro que los policías no resolverán y no van a echarle la culpa a Bedwell o Barry Cook». Lorretta Grimes se mantendría firme hasta su muerte en que esta persona que llamaba era la misma que la había contactado en mayo de 1957 revelando la deformidad en los pies de una de sus hijas que nunca había sido filtrada a la prensa o al público, declarando: «nunca olvidaré aquella voz».
Charles Melquist nunca fue acusado de presunta implicación en las muertes de las hermanas Grimes. Murió en 2010.